# Aleksander Krupa
Aleksander Krupa, mais conhecido como Olek Krupa (Rybnik, 18 de março de 1947) é um ator polonês atuante no cenário norte-americano.